# Diocesi di Sonsonate
La diocesi di Sonsonate (in latino: Dioecesis Sonsonatensis) è una sede della Chiesa cattolica in El Salvador suffraganea dell'arcidiocesi di San Salvador. Nel 2022 contava 457.630 battezzati su 563.070 abitanti. È retta dal vescovo Constantino Barrera Morales.

## Territorio
La diocesi comprende il dipartimento di Sonsonate, in El Salvador.
Sede vescovile è la città di Sonsonate, dove si trova la cattedrale della Santissima Trinità.
Il territorio si estende su 1.225 km² ed è suddiviso in 30 parrocchie, raggruppate in 3 vicariati.

## Storia
La diocesi è stata eretta il 31 maggio 1986 con la bolla De grege Christi di papa Giovanni Paolo II, ricavandone il territorio dalla diocesi di Santa Ana.

## Cronotassi dei vescovi
Si omettono i periodi di sede vacante non superiori ai 2 anni o non storicamente accertati.
- José Carmen Di Pietro Pésolo † (2 giugno 1986 - 30 maggio 1989 deceduto)
- José Adolfo Mojica Morales † (18 novembre 1989 - 8 ottobre 2011 ritirato)[1]
- Constantino Barrera Morales, dall'11 giugno 2012

## Statistiche
La diocesi nel 2023 su una popolazione di 563.070 persone contava 457.630 battezzati, corrispondenti all'81,3% del totale.
| anno | popolazione | popolazione | popolazione | presbiteri | presbiteri | presbiteri | presbiteri                | diaconi | religiosi | religiosi | parrocchie |
| anno | battezzati  | totale      | %           | numero     | secolari   | regolari   | battezzati per presbitero | diaconi | uomini    | donne     | parrocchie |
| ---- | ----------- | ----------- | ----------- | ---------- | ---------- | ---------- | ------------------------- | ------- | --------- | --------- | ---------- |
| 1987 | 378.000     | 408.000     | 92,6        | 17         | 11         | 6          | 22.235                    | 1       | 6         | 52        | 16         |
| 1999 | 297.920     | 371.030     | 80,3        | 38         | 33         | 5          | 7.840                     |         | 7         | 80        | 19         |
| 2000 | 298.710     | 375.000     | 79,7        | 33         | 28         | 5          | 9.051                     |         | 7         | 80        | 19         |
| 2001 | 298.710     | 375.000     | 79,7        | 37         | 32         | 5          | 8.073                     |         | 7         | 80        | 19         |
| 2002 | 300.000     | 375.000     | 80,0        | 28         | 25         | 3          | 10.714                    |         | 4         | 80        | 20         |
| 2003 | 320.000     | 380.000     | 84,2        | 37         | 34         | 3          | 8.648                     |         | 4         | 16        | 23         |
| 2004 | 386.540     | 483.176     | 80,0        | 40         | 39         | 1          | 9.663                     |         | 2         | 46        | 23         |
| 2010 | 439.000     | 548.000     | 80,1        | 43         | 42         | 1          | 10.209                    |         | 2         | 56        | 26         |
| 2014 | 448.000     | 559.000     | 80,1        | 42         | 41         | 1          | 10.666                    |         | 2         | 62        | 28         |
| 2017 | 430.000     | 572.000     | 75,2        | 47         | 45         | 2          | 9.148                     |         | 3         | 64        | 29         |
| 2020 | 443.000     | 553.000     | 80,1        | 48         | 44         | 4          | 9.229                     |         | 5         | 68        | 30         |
| 2022 | 457.630     | 563.070     | 81,3        | 57         | 53         | 4          | 8.028                     |         | 5         | 70        | 30         |